# Heckerberg
Heckerberg ist eine Rotte in der Gemeinde Hartberg Umgebung im Bezirk Hartberg-Fürstenfeld in der Steiermark.

## Geografie
Der zur Ortschaft Löffelbach zählende Ort befindet sich auf einer Anhöhe zwischen Löffelbach und Flattendorf.

## Geschichte
In Folge der Theresianischen Reformen wurde der Ort dem Grazer Kreis unterstellt und nach dem Umbruch 1848 war er bis 1867 dem Amtsbezirk Hartberg zugeteilt. 